# Bredäng, Karlskrona kommun
Bredäng är en by i Torhamns socken i Karlskrona kommun i Blekinge län.

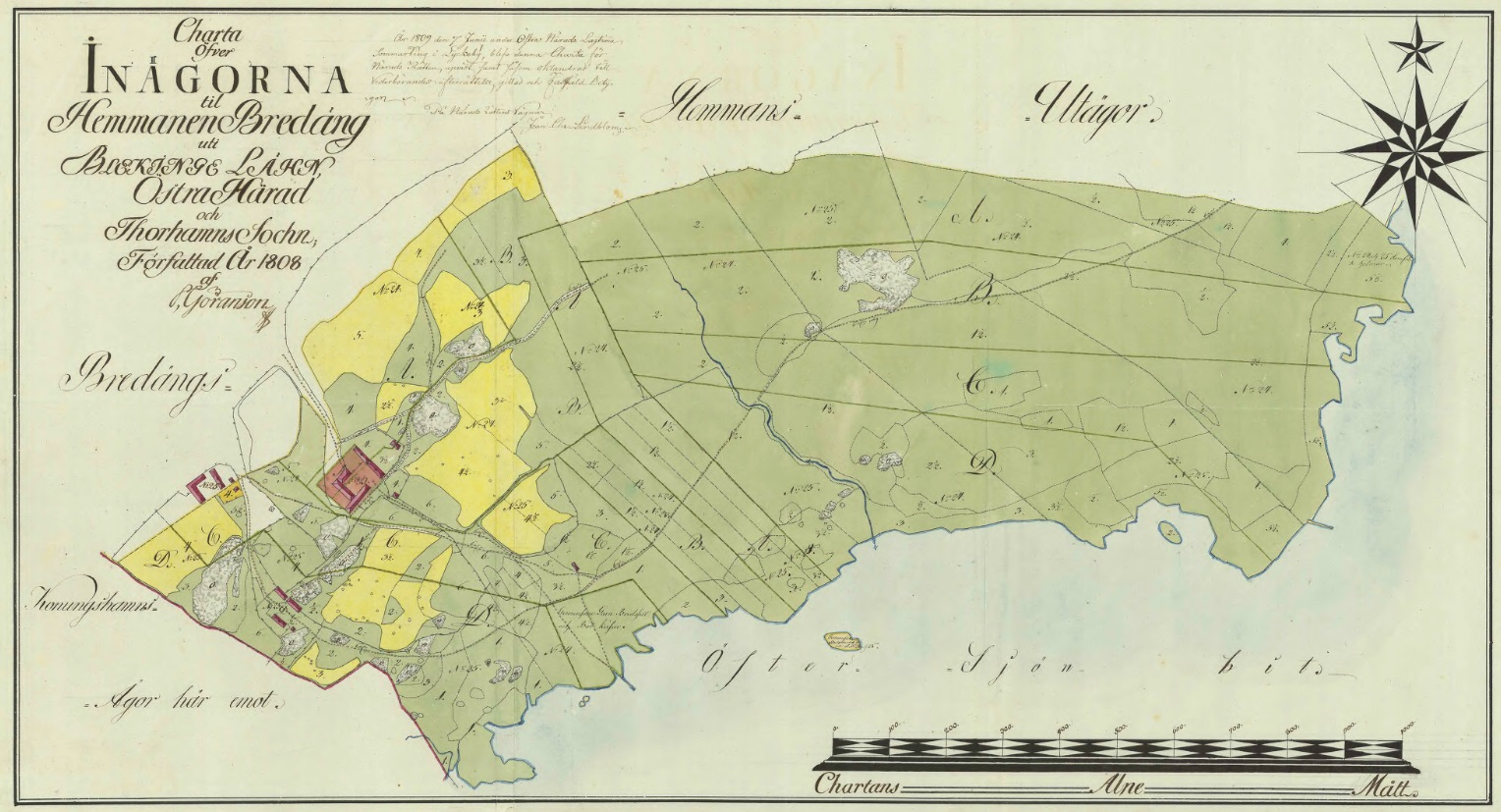
Historisk karta över Bredäng från 1808